# Zarubînți, Zbaraj
Zarubînți (în ucraineană Зарубинці) este o comună în raionul Zbaraj, regiunea Ternopil, Ucraina, formată numai din satul de reședință.

## Demografie
Componența lingvistică a comunei Zarubînți
     Ucraineană (100%)
Conform recensământului din 2001, toată populația comunei Zarubînți era vorbitoare de ucraineană (100%).